# پرواز ۱۲۸۵ خطوط آرو ایرلاینز
پرواز ۱۲۸۵ آرو ایر یک پرواز چارتر بین‌المللی بود که پرسنل ارتش ایالات متحده را از قاهره ، مصر به پایگاه اصلی خود در فورت کمپل ، کنتاکی ، از طریق کلن ، آلمان غربی و گاندر ، نیوفاندلند منتقل می‌کرد. صبح روز پنجشنبه ۱۲ دسامبر۱۹۸۵، اندکی پس از برخاستن از فرودگاه بین المللی گاندر کانادا در مسیر فورت کمپل، مک دانل داگلاس DC-8 که پرواز را انجام می داد، در حدود نیم مایلی از باند فرودگاه دچار واماندگی شد ، سقوط کرد و منفجر شد و ود آتش سوخت و تمام ۲۴۸ مسافر و ۸ خدمه هواپیما کشته شدند. تا تاریخ ۲۰۲۵ این حادثه , مرگبارترین حادثه هواپیمایی در خاک کانادا است. در زمان سقوط این هواپیما، این مرگبارترین سانحه هوایی با داگلاس دی سی - ۸ بود. نزدیک به شش سال بعد، با سقوط پرواز ۲۱۲۰ نیجریه ایرویز، تعداد کشته شدگان پرواز نیجریه از این پرواز پیشی گرفت.

## تحقیقات
این سانحه توسط هیئت ایمنی هوانوردی کانادا (CASB) بررسی شد و مشخص شد که علت احتمالی سقوط،  غیرمنتظره بالا رفتن دماغه هواپیما و کاهش  سرعت هواپیما بوده است که به احتمال زیاد به دلیل یخ زدگی  در لبه‌های جلویی بال‌ها و سطوح بالایی هواپیما بوده است. یک گزارش اقلیت بیان می‌کند که این حادثه می‌تواند ناشی از یک انفجار داخل هواپیما با منشا ناشناخته قبل از برخورد باشد، به طوری که یکی از این بازرسان مخالف بعداً به کمیته کنگره ایالات متحده گفت که یک لایه نازک یخ نمی‌تواند هواپیما را سقوط کند .   گزارش مخالف منجر به تأخیر در تغییرات رویه های یخ زدایی شد و لایه نازکی از یخ باعث سقوط مرگبار پرواز 1363 ایر انتاریو در کانادا در سال ۱۹۸۹شد.
در پاسخ به عدم اعتماد به تحقیقات تصادفات توسط CASB، دولت کانادا این هیئت را در سال ۱۹۹۰ تعطیل کرد و آن را با یک آژانس تحقیقاتی مستقل و چندوجهی جایگزین کرد – هیئت ایمنی حمل و نقل کانادا .